# Puula
Le Puula ou Puulavesi est un lac de Finlande,,.

## Géographie
Le lac s'étend sur les communes de Hirvensalmi, Kangasniemi et Mikkeli en Savonie du Sud et sur la commune de Joutsa en Finlande centrale. Il fait partie du bassin de la Kymi.
Le lac Puula est relié par le détroit de Suonsalmi au lac Ryökäsvesi-Liekune qui est au même niveau.

### Îles
Le lac compte 1 659 îles dont la superficie totale est de 12 334 ha, soit 27 % de la surface du lac. 
Parmi ces îles, 14 font plus d'un kilomètre carré, 304 plus d'un hectare, 1284 plus d'un are.
La plus grande île du lac est Väisälänsaari (34,8 km2). 
Les plus grandes îles de l'est sont Iso Säkkisalo (4,4 km2), Pieni Säkkisalo et Soisalo (0,77 km2) qui sont entourées de nombreuses petites îles. 
Au milieu du lac se trouve Puukonsaari (8,1 km2). 
Entre cette île et l'île de Puulasalo, il y a de nombreuses petites îles notamment Iso-Sarvuli, Ihottu, Koveronsaari (3,7 km2), Rämiäinen, Karhusaari et Iso Paatsalo (1,9 km2),.

### Routes
Les rives orientales du lac sont longées par la route nationake 13, qui relie Kangasniemi à Mikkeli. 
La route régionale 616, qui relie Joutsa à Kangasniemi traverse le  lac.
La route régionale 431, qui se sépare de la 616 à Kälä, mène à Hirvensalmi et Otava en suivant les rives sud du lac,.

## Galerie

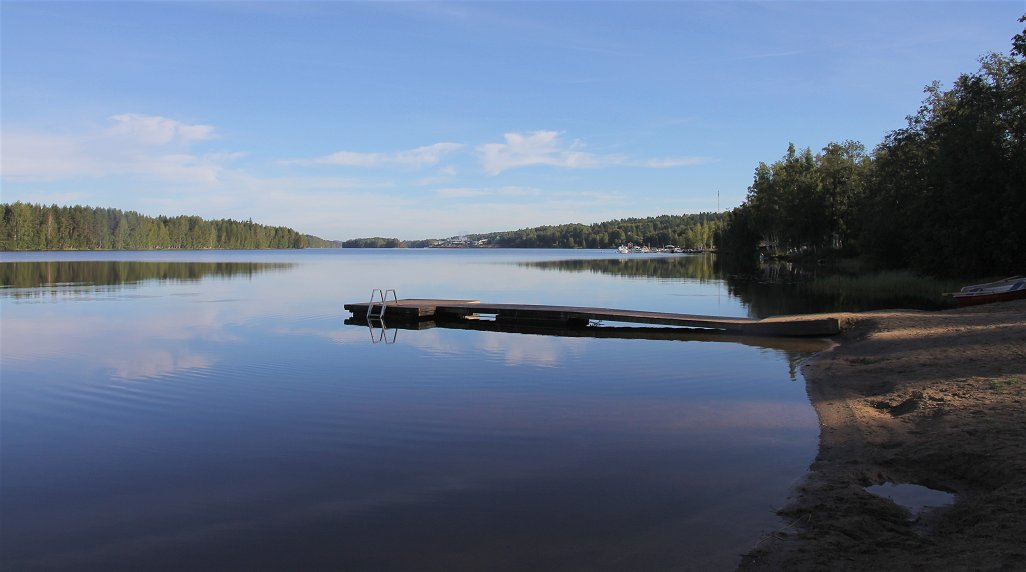
Plage à Otava.
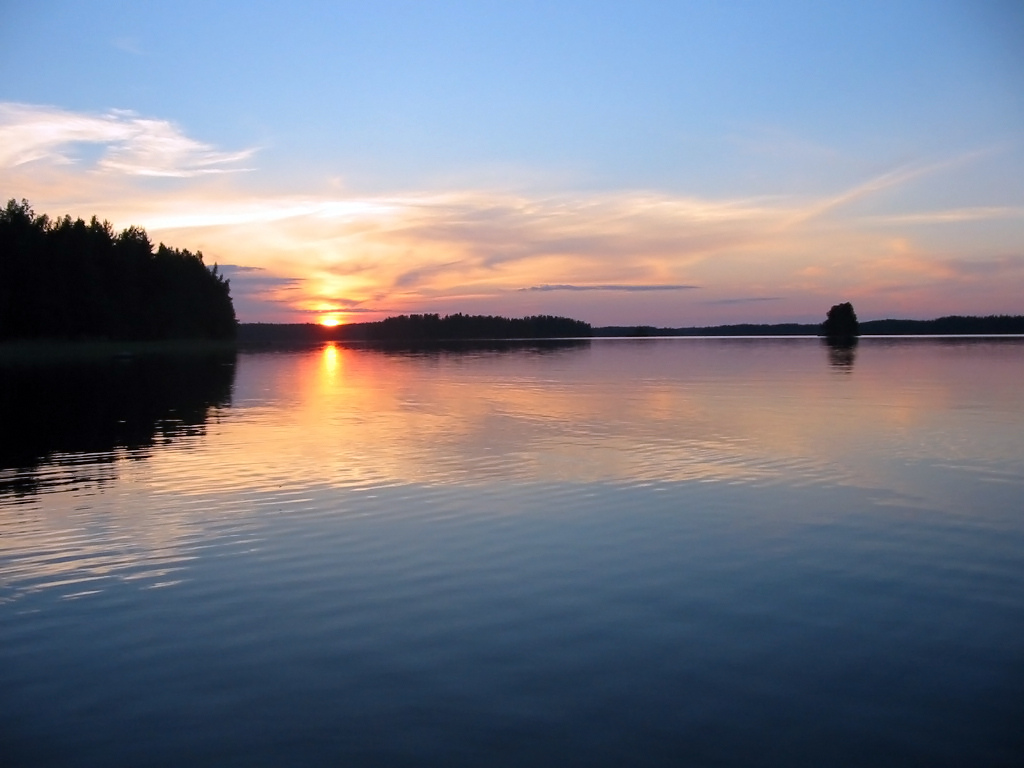
Coucher de soleil sur le lac Puula.
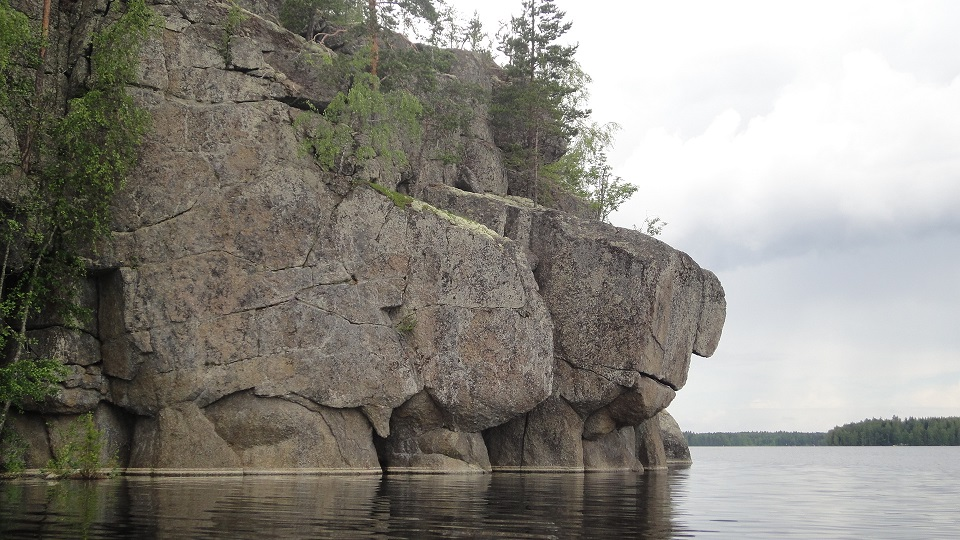
Sud de l'ile Väisälänsaari.